# 舊魯德尼亞 (切爾沃諾阿爾米西克區)
50°32′39″N 28°2′31″E / 50.54417°N 28.04194°E
舊魯德尼亞（烏克蘭語：Стара Рудня）是烏克蘭北部的村莊，隸屬日托米爾州的日托米爾區。該村始建於1865年，面積0.62平方公里，海拔高度215米，2001年人口122，人口密度每平方公里195.51人。